# Gmina Rudd

Położenie Gminy Rudd w hrabstwie Floyd

Gmina Rudd (ang. Rudd Township) – gmina w USA, w stanie Iowa, w hrabstwie Floyd. Według danych z 2000 roku gmina miała 693 mieszkańców, a jej powierzchnia wynosi 91,28 km².